# Familia Bonanno
Familia Bonanno (pronunție în italiană [boˈnanno]) este una dintre cele cinci familii care formează mafia americană în New York și domină lumea interlopă.
Familia era cunoscută sub numele de familia Maranzano până în momentul asasinării fondatorul Salvatore Maranzano în 1931. Joseph Bonanno a obținut majoritatea operațiunilor desfășurate sub conducerea lui Maranzano. Între 1930 și 1960, Bonanno a condus una dintre cele mai puternice familii din Statele Unite. Totuși, la începutul anilor 1960, acesta a încercat să asasineze mai mulți lideri din Comisie, însă a eșuat. Din acest motiv, Bonnano a dispărut între 1964 până în 1966, fapt care a cauzat un conflict până în 1968 când acesta s-a retras în Arizona. Între 1976 și 1981, familia a fost infiltrată de un agent FBI pe nume Donnie Brasco, motiv pentru care a devenit prima familie dată afară din Comisie. Situația s-a îmbunătățit abia în anii 1990 sub conducerea lui Joseph Massino când familia devine atât membră a Comisiei, cât și cea mai influentă din New York. Cu toate acestea, la începutul anilor 2000, o serie de condamnări l-au obligat pe Massino să devină informator al guvernului, primul don al unei familii care face acest lucru. Familia Bonanno era caracterizată drept cea mai brutală dintre cele cinci familii.